# Anouk Faivre-Picon
Anouk Faivre-Picon, née le 18 février 1986 à Pontarlier (Doubs), est une fondeuse française. En 2010, elle a notamment remporté le classement général de la Coupe OPA.

## Biographie
Elle fait ses débuts en Coupe du monde lors de la saison 2007-2008 à Liberec où elle termine un 7,6 kilomètres à la 60e place. Elle obtient ses premiers points en Coupe du monde la saison suivante, obtenant un total de cinq points sur la saison pour une 119e place au classement général.
Elle remporte lors de la saison suivante le classement général de Coupe d'Europe, la coupe OPA. Le 23 février 2011, à Sarajevo, elle décroche le titre de championne du monde militaire sur le dix kilomètres libre.
En 2011-2012, pour sa première édition au Tour de ski, elle termine 22e du classement général.
Elle dispute ses premiers Championnats du monde lors de l'édition de 2013 de Val di Fiemme (Italie) où elle termine 46e du skiathlon, puis 18e du dix kilomètres libre et enfin termine cinquième avec le relais français.
En 2014, elle participe à ses premiers Jeux olympiques. Avec le relais français, également composé de Coraline Thomas Hugue, Célia Aymonier et Aurore Jean, elle termine quatrième, meilleure performance du relais féminin en grand championnat, la victoire étant emportée par la Suède devant la Finlande et l'Allemagne. En 2015, elle dispute ses deuxièmes Championnats du monde à Falun (Suède). Au cours de cette compétition, elle prend la cinquième place du dix kilomètres libre, et réalise ainsi le meilleur résultat de l'histoire des mondiaux sur une course individuelle dames pour une Française. Avec le relais, elle termine à la huitième place.
Après avoir mis au monde un enfant en mars 2017, elle retourne à la compétition pour la coupe du monde et parvient à obtenir sa sélection pour les Jeux olympiques de Pyeongchang. Lors de sa première course, le skiathlon, elle termine à la 13e place.

## Palmarès

### Jeux olympiques
| Épreuve / Édition   | Sprint                           | Sprint                           | 10 km                            | 10 km                            | Skiathlon 2 × 7,5 km | 30 km | Relais | Relais   |
| Épreuve / Édition   | libre                            | classique                        | libre                            | classique                        | Skiathlon 2 × 7,5 km | 30 km | Sprint | 4 × 5 km |
| JO 2014 Sotchi      | —                                | Épreuve inexistante à cette date | Épreuve inexistante à cette date | —                                | 38e                  | 17e   | —      | 4e       |
| JO 2018 Pyeongchang | Épreuve inexistante à cette date | —                                | 35e                              | Épreuve inexistante à cette date | 13e                  |       |        | 12e      |

Légende :
- : pas d'épreuve
- — : Non disputée par Faivre-Picon

### Championnats du monde
| Épreuve / Édition           | Sprint                           | Sprint    | 10 km | 10 km                            | Skiathlon 2 × 7,5 km | 30 km | Relais | Relais   |
| Épreuve / Édition           | libre                            | classique | libre | classique                        | Skiathlon 2 × 7,5 km | 30 km | Sprint | 4 × 5 km |
| Mondiaux 2013 Val di Fiemme | Épreuve inexistante à cette date | —         | 18e   | Épreuve inexistante à cette date | 46e                  | —     | —      | 6e       |
| Mondiaux 2015 Falun         | Épreuve inexistante à cette date | —         | 5e    | Épreuve inexistante à cette date | 26e                  | —     | —      | 8e       |

Légende :
- : pas d'épreuve
- — : Non disputée par Faivre-Picon

### Coupe du monde
| Saison / Épreuve | Saison / Épreuve | Général | Général | Distance | Distance | Sprint | Sprint | Tour de ski depuis 2007 | Finales depuis 2008              | Nordic Opening depuis 2011       |
| ---------------- | ---------------- | ------- | ------- | -------- | -------- | ------ | ------ | ----------------------- | -------------------------------- | -------------------------------- |
| Saison / Épreuve | Saison / Épreuve | Class.  | Points  | Class.   | Points   | Class. | Points | Tour de ski depuis 2007 | Finales depuis 2008              | Nordic Opening depuis 2011       |
| 2009             | 2009             | 119e    | 5       | 85e      | 5        |        |        | —                       | —                                | Épreuve inexistante à cette date |
| 2010             | 2010             | 93e     | 19      | 86e      | 9        |        |        | —                       | —                                | Épreuve inexistante à cette date |
| 2012             | 2012             | 51e     | 125     | 36e      | 89       |        |        | 22e                     | —                                | 49e                              |
| 2013             | 2013             | 68e     | 50      | 48e      | 50       |        |        | 33e                     | —                                | 42e                              |
| 2014             | 2014             | 44e     | 135     | 31e      | 81       |        |        | 23e                     | 20e                              | —                                |
| 2015             | 2015             | 82e     | 41      | 51e      | 41       |        |        | —                       | Épreuve inexistante à cette date | 56e                              |
| 2016             | 2016             | 53e     | 60      | 35e      | 51       | 70e    | 1      | 29e                     | —                                | —                                |
| 2018             | 2018             | 74e     | 40      | 53e      | 40       |        |        | Abandon                 | —                                | —                                |
| 2019             | 2019             | 49e     | 136     | 35e      | 84       |        |        | 18e                     | —                                | —                                |

Légende :
- — :  Épreuve non disputée par Faivre-Picon
- : pas d'épreuve

Elle termine à huit reprises dans le Top 10 d'une épreuve de Coupe du monde :
- sept avec le relais français, dont deux cinquième place : en 2011 à Sjusjoen, à 2013 à La Clusaz
- une huitième place d'un 15 kilomètres libre à Davos

### Coupe des Alpes (Alpen Cup)
- 2014 : 1re 10 km F Handicap start - Gressoney Saint Jean (Italie)
- 2011 : 1re 15 km F Mst - Rogla (Slovénie)
- 2010 : Vainqueur classement général saison 2009/2010
- 2010 : 1re 10 km F Handicap start - Forni di Sopra (Italie)
- 2010 : 1re 30 km F Mst - Gsieser Tal - Valle di Casies (Italie)
- 2009 : 1re 10 km F Mst - Alta Badia - San Cassiano (Italie)

### Championnats de France
- 2019 : Championne de France de Sprint et Mass-start à Méribel
- 2018 : Championne de France classique (10 km cl) à La Clusaz, relais des clubs (avec le CSR Pontarlier) à La Clusaz, Mass Start (10 km cl) à Prémanon, distance (42 km L) aux Saisies.
- 2016 : Championne de France classique (5 km cl) à Autrans , Mass Start (10 km L) et Relais à Méribel.
- 2014 : Championne de France distance (20 km cl) à Lajoux et Mass Start (7, 5 km L) à Prémanon.
- 2012 : Championne de France 10 km L et skiathlon (5 km cl + 5 km L) à Bessans.
- 2010 : Championne de France longue distance (42 km L) aux Saisies.

### Courses populaires
- 2019 : 1re de la Transjurassienne.
- 2018 : 1re du Marathon de Bessans, Val Mara (Suisse), l'Etoile des Saisies.
- 2016 :  1re de la Mara et marathon de l'Engadine (Suisse).
- 2015 : 1re de la Bornandine et du marathon de l'Engadine (Suisse).
- 2014 : 1re de la Foulée blanche.
- 2012 : 1re de la Foulée Blanche et du marathon de l'Engadine (Suisse).
- 2011 : 1re de la Foulée Blanche et du Marathon des Glières.
- 2010 : 1re de la Foulée Blanche et l'Etoile des Saisies.
- 2009 : 1re du Marathon de Bessans et de la Transjurassienne (30 km).